# 화란 개혁교회

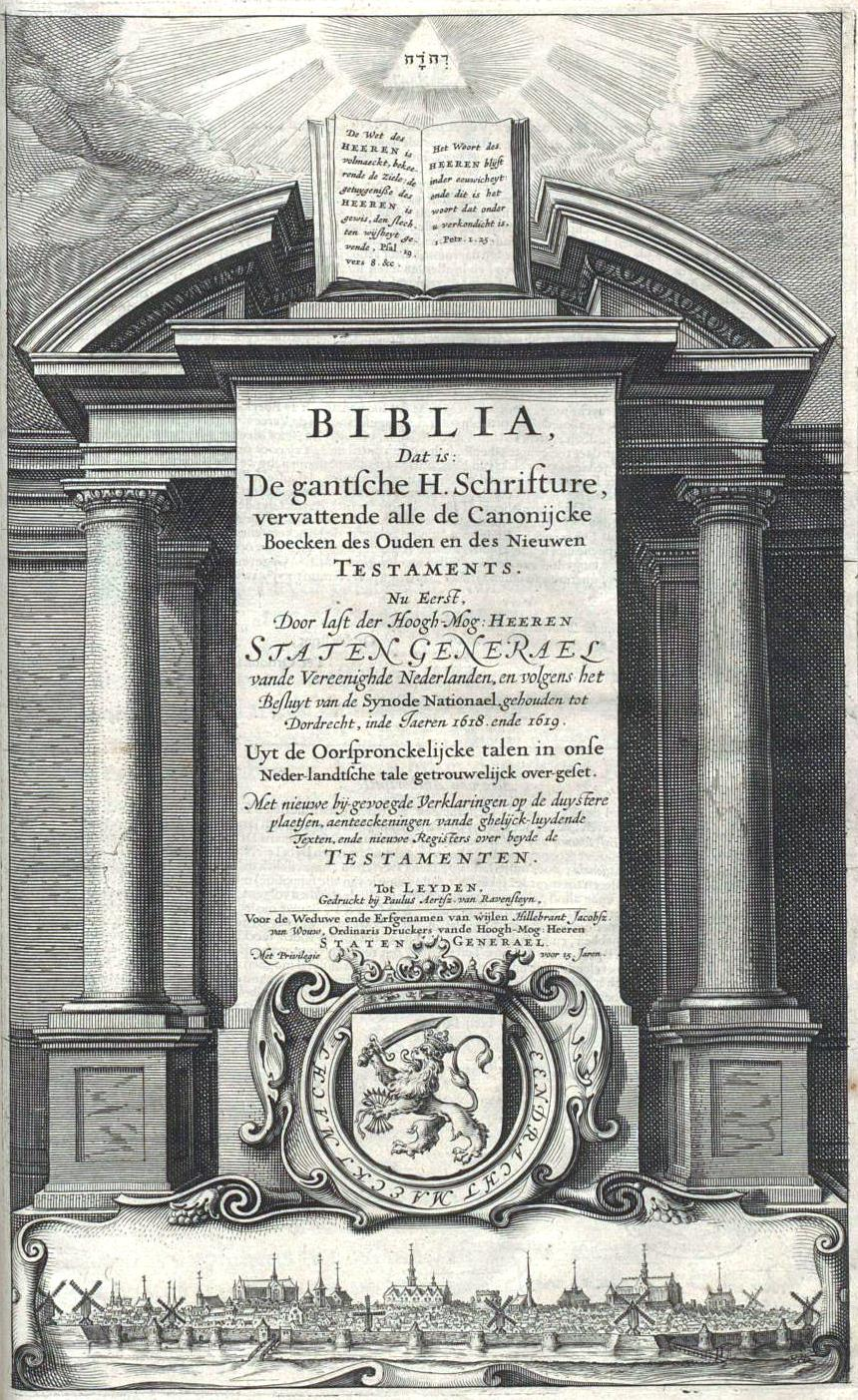
1637년 네덜란드어 첫번째 번역 성경의 타이틀 페이지

화란 개혁교회(Nederlandse Hervormde Kerk 또는 NHK)는 종교 개혁기에 생겨난 네덜란드의 프로테스탄트 교파로서 16세기 중엽에 네덜란드에서 신앙의 자유를 얻게 되면서 교회 행정 제도를 정비하고, 17세기 초 도르트 신조와 네덜란드 신앙 고백ㆍ하이델베르크 교리 문답을 신학적 토대로 삼았다. 1816년에 네덜란드 왕 빌렘 일세가 개혁 교회를 개편하면서 공식적으로 이 이름이 사용되었다. 1930년까지 네덜란드에서 가장 큰 개신교 교단이었으나 네덜란드 개혁교회로 서로 분립하였으며,  이 교단과 더불어 분립된 요인 중에 하나였던 여성안수를 허용한다. 화란 개혁교회는 남아프리카 공화국, 인도네시아, 아프리카, 그리고 미국으로 확장되었다.     

## 같이 보기
- 네덜란드 프로테스탄트교회